# Baby I'm Back
Baby I'm Back é um single do rapper americano de origem mexicana Baby Bash para seu álbum de estúdio Super Saucy, o sinlge conta com a participação do cantor de R&B Akon
A canção foi parte da trilha sonora do filme The Honeymooners.

## Desempenho nas paradas
| Paradas (2005)                                   | Melhor posição |
| ------------------------------------------------ | -------------- |
| Estados Unidos - Billboard Hot 100               | 19             |
| Estados Unidos - Billboard Hot R&B/Hip-Hop Songs | 52             |
| Estados Unidos - Billboard Hot Rap Songs         | 9              |
| Estados Unidos - Billboard Pop Songs             | 14             |
| Estados Unidos - Billboard Rhythmic Airplay      | 3              |